# Hefei
Hefei (uttal: [xɤfɛj]), tidigare romaniserat Hofei eller Luchow, är en stad på prefekturnivå och huvudstaden i provinsen Anhui i östra Kina. Det centrala storstadsområdet hade 3,3 miljoner invånare vid folkräkningen år 2010, på en yta av 655 kvadratkilometer.

## Näringsliv
Hefei har övergått från att vara en utpräglad jordbruksort till att bli ett centrum för tillverkning av bilar, maskiner, husgeråd, kemikalier och livsmedel. Utvecklingen har främjts av en snabb utveckling av transportsektorn samt närvaron av en relativt billig arbetskraft. Till utländska företag som är verksamma i Hefei hör Unilever, Hitachi och ABB. 2012 steg Hefeis BNP med 13.6 procent till 416,4 miljarder yuan.

## Administrativ indelning
Staden på prefekturnivå består av följande fyra stadsdistrikt, fyra härad och en stad på häradsnivå (folkmängd 2010):
- Stadsdistriktet Luyang (庐阳区), 140 km², 609 239 invånare
- Stadsdistriktet Yaohai (瑶海区), 189 km², 902 830 invånare
- Stadsdistriktet Shushan (蜀山区), 129 km², 1 022 321 invånare
- Stadsdistriktet Baohe (包河区), 197 km², 817 686 invånare
- Häradet Changfeng (长丰县), 1 925 km², 629 535 invånare
- Häradet Feidong (肥东县), 2 145 km², 861 960 invånare
- Häradet Feixi (肥西县), 2 186 km², 858 895 invånare
- Häradet Lujiang (庐江县), 2 352 km², 973 850 invånare
- Staden Chaohu (巢湖市), 2 082 km², 780 711 invånare

| Chao Hu Yaohai Luyang Shushan Baohe Changfeng Feidong Feixi Lujiang Chaohu |

## Klimat
Genomsnittlig årsnederbörd är 1 419 millimeter. Den regnigaste månaden är juli, med i genomsnitt 236 mm nederbörd, och den torraste är december, med 33 mm nederbörd.